# Santa Isabel (kommun i Mexiko, Chihuahua)
Santa Isabel är en kommun i Mexiko.   Den ligger i delstaten Chihuahua, i den nordvästra delen av landet, 1 200 km nordväst om huvudstaden Mexico City. Antalet invånare är 1 378.
Följande samhällen finns i Santa Isabel:
- Santa Ana